# 花束 (中島美嘉の曲)
「花束」(はなたば)は、中島美嘉の楽曲。彼女の40枚目のシングルとして2015年10月28日にソニー・ミュージックアソシエイテッドレコーズから発売された。
表題曲の「花束」は玉置浩二からの提供曲であり、フジテレビ系連続ドラマ『オトナ女子』の主題歌である。
なお、カップリングの「愛の歌」(あいのうた）は、かりゆし58の前川真悟による提供曲であり、TBS系金曜ドラマ『表参道高校合唱部!』の劇中歌及び挿入歌である。
『表参道高校合唱部!』では神島カナ役で出演しており、『うぬぼれ刑事』以来5年ぶりのドラマ出演であった。

## シングル収録内容
| #         | タイトル                  | 作詞・作曲 | 編曲       | 時間  |
| --------- | ------------------------- | ---------- | ---------- | ----- |
| 1.        | 「花束」                  | 玉置浩二   | トウミヨウ | 4:33  |
| 2.        | 「愛の歌」                | 前川真悟   | 河野伸     | 5:27  |
| 3.        | 「花束(instrumental)」    |            |            | 4:33  |
| 4.        | 「愛の歌(instrumental)」  |            |            | 5:27  |
| 5.        | 「花束（ドラマversion）」 |            |            | 4:26  |
| 合計時間: | 合計時間:                 | 合計時間:  | 合計時間:  | 24:26 |

| #  | タイトル              | 作詞 | 作曲・編曲 |
| -- | --------------------- | ---- | ---------- |
| 1. | 「花束(Music Video)」 |      |            |